# ラブ・クライム
『ラブ・クライム』（Personal Effects）は、2009年のドイツ・アメリカの恋愛ドラマ映画。監督はデヴィッド・ホランダー、出演はミシェル・ファイファーとアシュトン・カッチャーなど。原作はリック・ムーディの短編小説『Mansion of the Hill』（短編集『Demonology』所収）。
日本では劇場未公開だが、DVDが2011年9月23日に発売された。

## ストーリー
双子の姉をレイプ殺人で亡くした青年が、夫を銃殺された未亡人やその息子との交流を通じて再生して行く姿を、青年と未亡人の恋愛を絡めて描く。

## キャスト
リンダ・ピエトリスク
演 - ミシェル・ファイファー、吹替 - 柊城えり
アル中の夫ラリーを銃殺され、一人息子のクレイと2人暮らしの女性。
現在はコミュニティセンターで働き、結婚式やイベントの立ち会いをしている。
ウォルター・ブロント
演 - アシュトン・カッチャー、吹替 - 佐藤俊輔
ナショナルチームに所属していたレスリング選手。24歳。
双子の姉アニーをレイプ殺人で亡くして以来、母と姉の遺児ベスと3人で暮らしている。
姉の事件の裁判を見届けるために選手を辞め、バイト生活。
グロリア・ブロント
演 - キャシー・ベイツ、吹替 - 平野奈穂
ウォルターの母。リンダとは犯罪被害者遺族の集団カウンセリング仲間。
娘の事件とは距離を置き、裁判にも顔を出さない。
クレイ・ピエトリスク
演 - スペンサー・ハドソン（声、ナレーション - トファー・グレイス）、吹替 - 土方優希
リンダの息子。生まれつき耳が不自由で口がきけない。大柄な体格。
亡父が趣味で集めていた銃を形見にして持ち歩いている。
ウォルターの勧めでレスリングを始め、ウォルターを慕うようになる。
ハンク
演 - ジョン・マン、吹替 - 真田雅隆
犯罪被害者遺族のための集団カウンセリングを主催している。
ブライス
演 - デヴィッド・ルイス
ウォルターの姉アニーの婚約者だった男。新しい恋人が妊娠し、近々結婚する予定。
キャムデン
演 - ロブ・ラベル
アニー殺害の容疑者トムの弁護士。証拠不十分で無罪を訴える。
トム・フリーディンガー
演 - アレクス・ポーノヴィッチ
アニー殺害の容疑者。若干の知的障害がある。
フィネラン
演 - ブライアン・マーキンソン、吹替 - 安芸此葉
アニー殺害事件の担当検事。
アニー・ブロント
演 - サラ・リンド
ウォルターの双子の姉。幼い娘ベスを遺して殺される。
日本語吹き替え
カウフマン：森田健一郎
ペギー：池田和美
ウェティック裁判長：大塚智則
その他：庄司然／山田豊／浜田初／金田有希子
翻訳：柏野文映／演出：椿淳／制作：CROSS-GATE

## 公開
本国ドイツでは劇場公開されず、DVDスルー（2009年3月19日）された。米国でも劇場での一般公開はロサンゼルスとニューヨークのみで2009年5月12日にDVDが発売された。